# Bohumil Jílek
Bohumil Jílek (ur. 17 października 1892 w Deštnej, zm. 3 sierpnia 1963 w Nowym Jorku) – czechosłowacki polityk i dziennikarz, sekretarz generalny Komunistycznej Partii Czechosłowacji w latach 1925–1929.

## Życiorys
Po powstaniu Komunistycznej Partii Czechosłowacji został wybrany członkiem jej komitetu wykonawczego. W 1925 roku został wybrany członkiem biura politycznego oraz sekretariatu partii, a następnie także sekretarzem generalnym, funkcję tę pełnił w latach 1925–1929. W kadencji 1925–1929 był także deputowanym do Zgromadzenia Narodowego. Po przejęciu władzy w partii przez Klementa Gottwalda, podczas kongresu partii w lutym 1929 roku został wydalony z KSČ. Następnie wstąpił do Partii Agrarnej, został także działaczem związków rolników. Podczas okupacji niemieckiej był redaktorem dziennika „Venkov”, w latach 1945–1948 pracował jako korespondent słowackiej gazety „Čas” w Pradze.
Po przejęciu władzy przez komunistów w 1948 roku wyjechał z Czechosłowacji. Do 1954 roku przebywał w Paryżu, następnie wyemigrował do Stanów Zjednoczonych. Pracował w sekretariacie Międzynarodowego Biura Agrarnego.